# Saint-Julien-de-Vouvantes
Saint-Julien-de-Vouvantes è un comune francese di 940 abitanti situato nel dipartimento della Loira Atlantica nella regione dei Paesi della Loira.

## Società

### Evoluzione demografica
Abitanti censiti